# Frank L. Horsfall

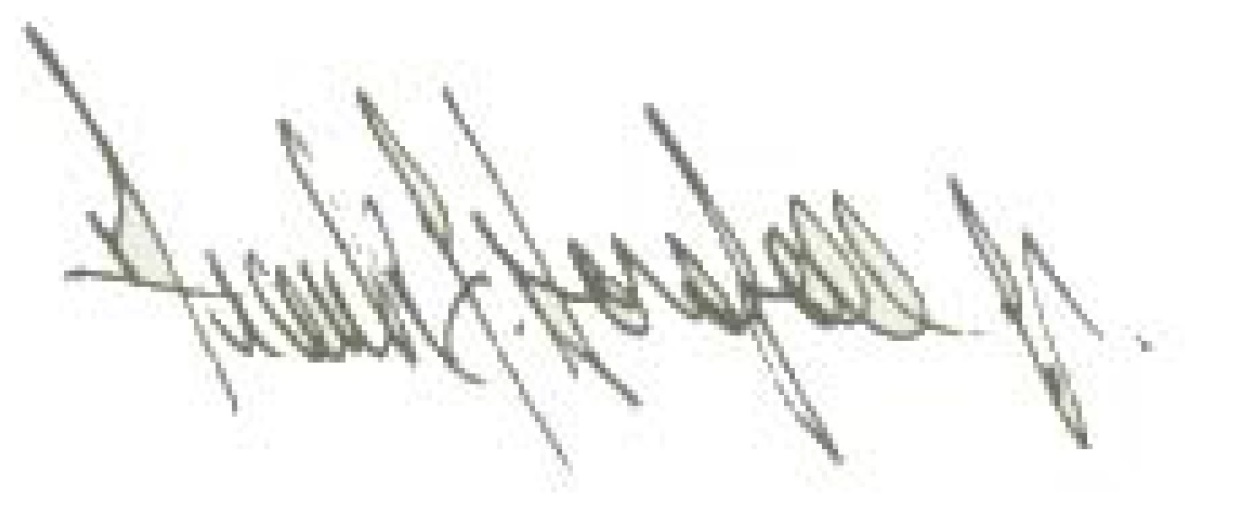
Unterschrift von Frank L. Horsfall

Frank Lappin Horsfall junior (* 14. Dezember 1906 in Seattle, Washington; † 19. Februar 1971) war ein US-amerikanischer Virologe und Krebsforscher.

## Leben und Wirken
Horsfall studierte an der University of Washington, zunächst Ingenieurwesen, dann Medizin, ab 1927 an der McGill University. 1932 machte er seinen Abschluss, anschließend arbeitete er in der Pathologie – ein Fach, das damals noch die Mikrobiologie beinhaltete – am Peter Bent Brigham Hospital und in der Inneren Medizin am Royal Victoria Hospital in Montreal. Aufgrund einer Unverträglichkeit für Formaldehyd konnte er nicht seinem Berufswunsch des Chirurgen nachgehen, sondern wandte sich am Rockefeller Institute in New York City der klinischen und Grundlagenforschung zu.
Horsfall verbesserte die damals übliche Behandlung der Pneumokokken-Lungenentzündung mittels Immunserum vom Pferd durch Wechsel auf ein solches vom Kaninchen. Nach drei Jahren wurde er zum Oberarzt (Chief Resident Physician), 1937 wechselte er aber zunächst gänzlich in die Forschung, wo er sich dem Gebiet der quantitativen Biologie zuwandte oder Techniken zur Kühlung oder Lüftung von Laboreinrichtungen entwickelte. Ein besonderes Augenmerk lag auf Untersuchungen zu blockierenden oder neutralisierenden Antikörpern gegen Influenzaviren und zur Epidemiologie der Influenza, letztlich mit dem Ziel, Epidemien zu begrenzen. Ein Sabbatical führte Horsfall zu dem späteren Nobelpreisträger Arne Tiselius nach Uppsala in Schweden, mit dem er zur Elektrophorese von Makromolekülen arbeitete.
Die Arbeiten zur Influenza machten es notwendig, große Bestände an Frettchen zu halten. Da einmal im Rahmen eines Ausbruchs von Staupe fast alle Versuchstiere starben, wurden in der Folge die Tiere gegen Staupe geimpft – mit einem Milzextrakt eines infizierten Tieres. Die Beobachtung, dass einige Tiere danach gegen Influenza immun waren, führte zu dem Konzept der gemeinsamen Impfung gegen beide Erreger, die sich letztlich aber klinisch als enttäuschend herausstellte. Horsfall wechselte zurück an das Krankenhaus des Rockefeller Institute, wo er die Leitung der Abteilung für Virologie von Thomas Milton Rivers übernahm.
Nach dem Eintritt der Vereinigten Staaten in den Zweiten Weltkrieg wurde unter Horsfall eine Einheit für naval medicine (in etwa: „Marinemedizin“, Tropenmedizin) gegründet, die später nach Guam verlegt wurde und – gemeinsam mit den in New York verbliebenen Mitarbeitern – über das Kriegsende hinaus zu Atemwegserkrankungen, insbesondere atypischen Pneumonien forschte. Das pneumonia virus of mice (PVM) und die dadurch verursachte Pneumonie bei Mäusen diente als Tiermodell.
1951 beschrieben Horsfall und Igor Tamm das Tamm-Horsfall-Protein (Uromodulin). Zu Horsfalls weiteren Mitarbeitern gehörten u. a. Lewis Thomas, Maurice R. Hilleman, Edwin Kilbourne und Maclyn McCarty.
1956 wurde Horsfall – wiederum auf Betreiben von Thomas Milton Rivers – dessen Nachfolger als Leiter der Abteilung für Infektionskrankheiten am Rockefeller Hospital, das ab 1953 unter Detlev Wulf Bronk zunehmend zur Rockefeller University umgestaltet wurde. Horsfall wurde als Bronks Stellvertreter entsprechend mehr und mehr in Verwaltungsaufgaben eingebunden.
1960 ergriff Horsfall die Gelegenheit, als Nachfolger von Cornelius P. Rhoads die Position des Direktors des Sloan-Kettering Institute for Cancer Research zu übernehmen, welche er bis zu seinem Tod innehatte. Hier verschob er den Forschungsschwerpunkt von den chemischen Krebsursachen zu den viralen.
Horsfall war Autor zahlreicher Reviews zu verschiedenen Aspekten der Virologie und Chemotherapie. Gemeinsam mit Igor Tamm war er Herausgeber der dritten Auflage des Lehrbuchs Virus and Rickettsial Diseases of Man. Er gehörte zu den Herausgebern von mehreren Fachzeitschriften, darunter Journal of Experimental Medicine und American Journal of Public Health.
Horsfall war seit 1937 mit Norma Campagnari verheiratet. Das Paar hatte drei Kinder. Frank Lappin Horsfall starb am 19. Februar 1971 an Krebs.

## Auszeichnungen
- 1937 Eli Lilly and Company-Elanco Research Award[2]
- 1948 Mitglied der National Academy of Sciences[3]
- 1949 John Frederick Lewis Award der American Philosophical Society[4]
- 1956 Mitglied der American Philosophical Society[5]
- 1964 George M. Kober Lectureship[6]
- 1967 Mitglied der American Academy of Arts and Sciences[7]
- Ehrendoktorate: University of Alberta, McGill University, Universität Uppsala